# 物美商業

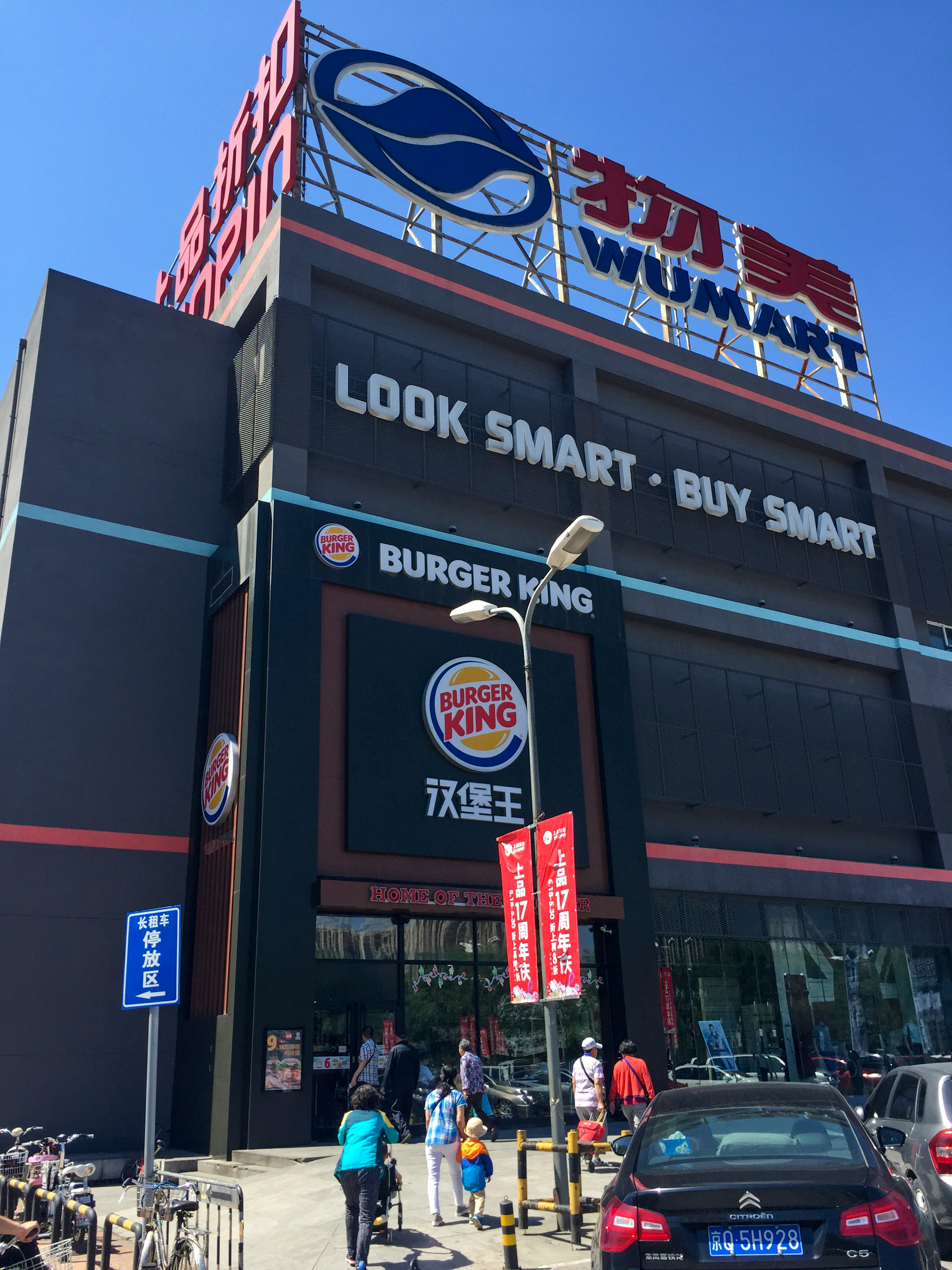
北京草桥一處物美

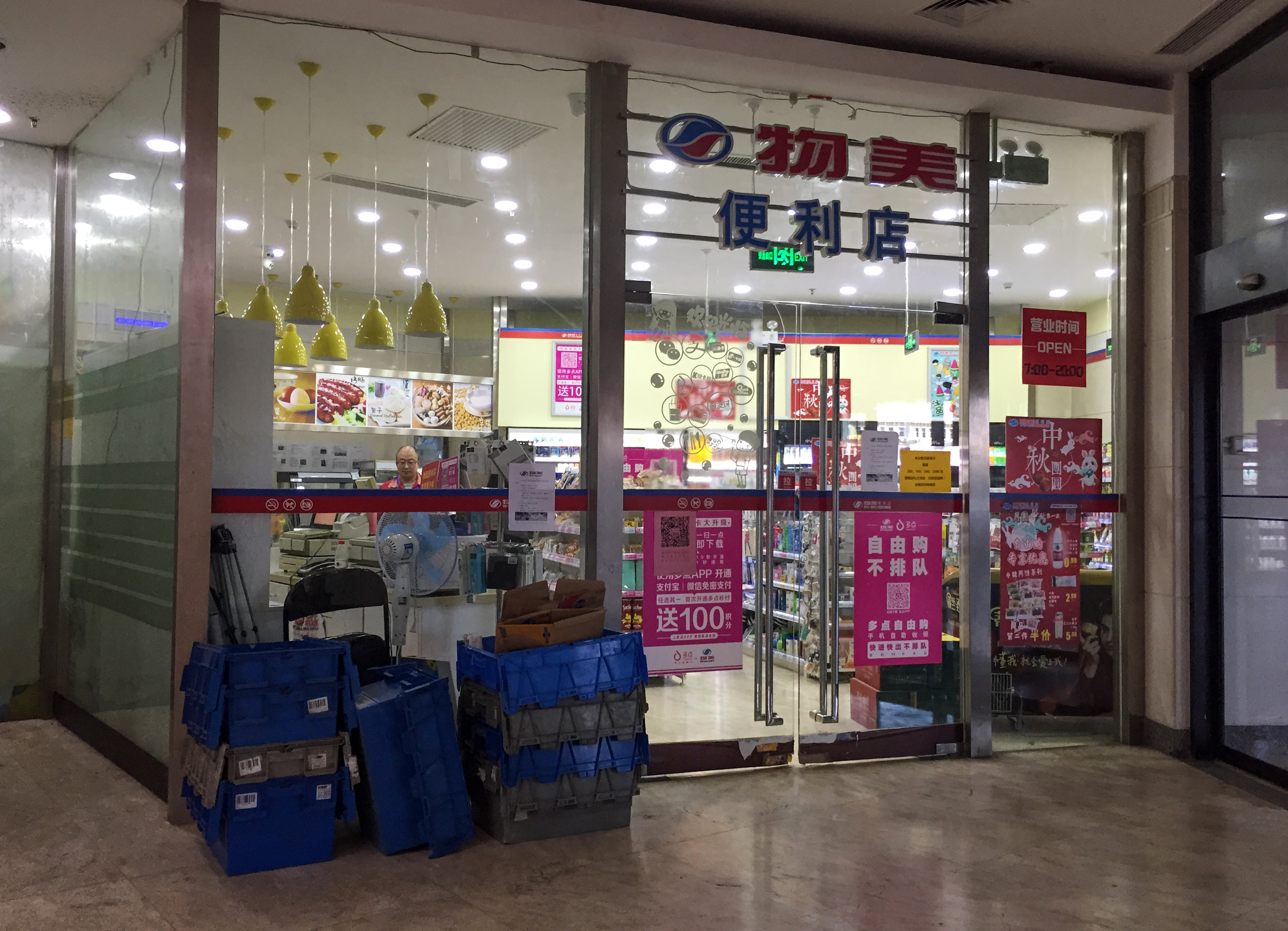
物美打入社區的便利店型

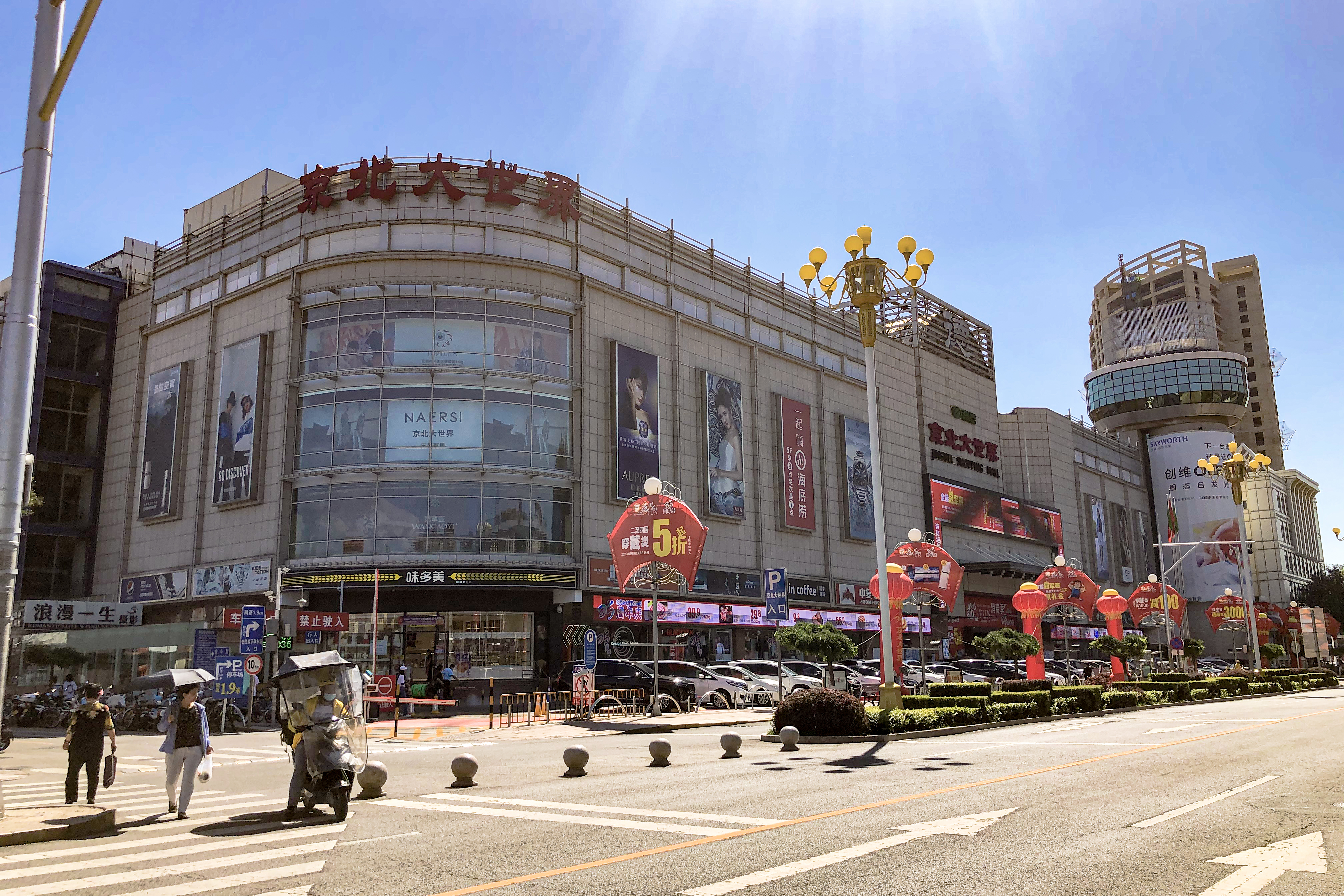
物美旗下的京北大世界

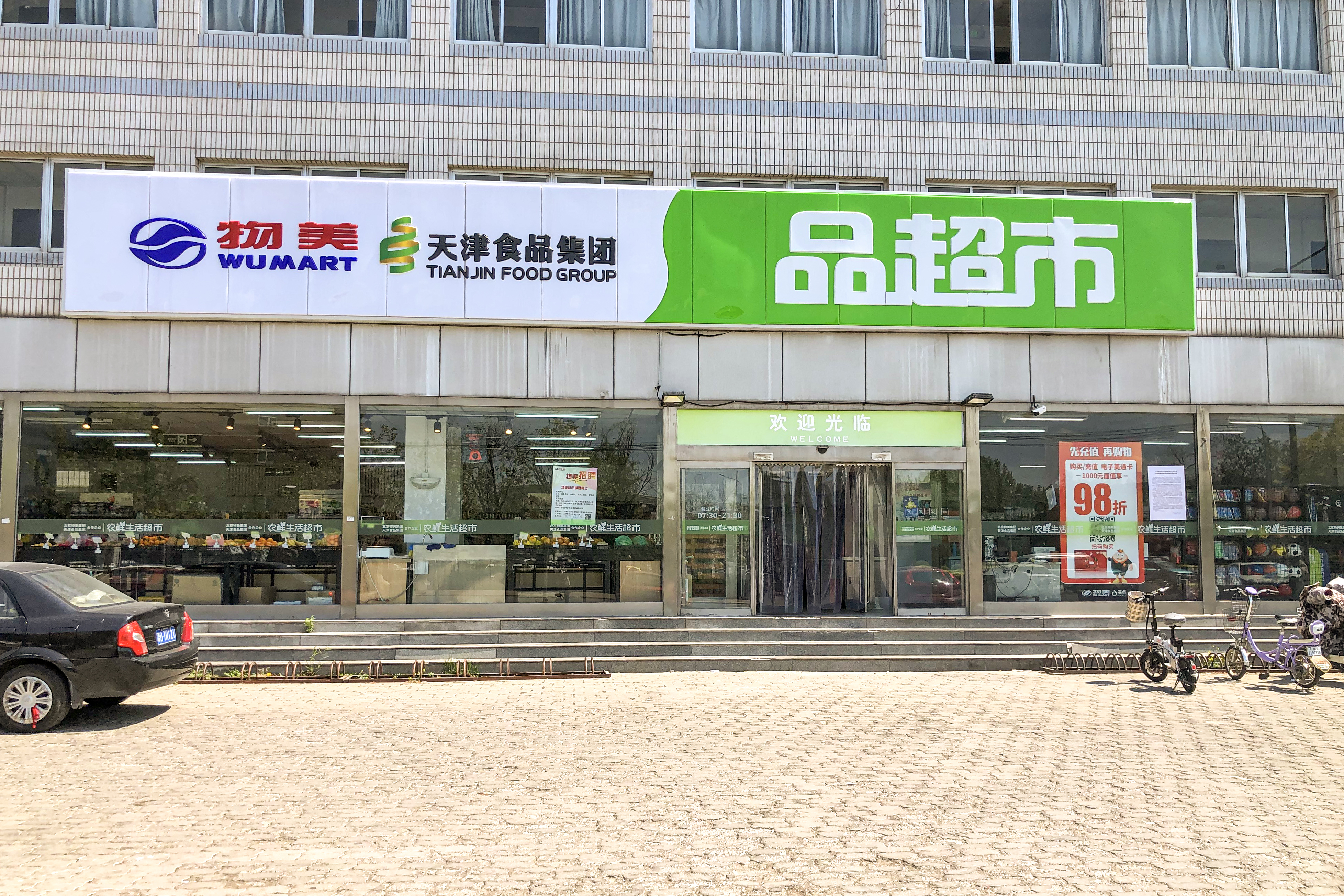
物美品超市天津民航大学店

北京物美商業集團股份有限公司（簡稱：物美商業，港交所除牌前1025.HK）為前香港交易所上市的公司，主要業務是在中國經營大型超市及便利超市。

## 歷史
物美商業於2003年11月21日在香港創業板上市，當時的上市代號是8277。上市後，物美商業收購北京超市發及天津大榮超市。2004年8月4日，物美与京北大世界商贸集团签约，正式进驻怀柔。2006年，物美商業以1.7億元收購銀川新華百貨27.7%的股權。
2008年，物美控股集团有限公司前董事长张文中，涉及刘志华受贿案，被河北衡水中级法院一审判处有期徒刑18年，其后因在监狱表现良好而提前释放，2018年经申诉改判无罪。
2011年6月30日，物美商業轉往香港交易所主板上市，當時的上市代號是1025。
2013年10月15日物美商業與卜蜂蓮花以交叉持股方式互相持股，令兩公司成為對方的第二大股東。物美商業將收購卜蜂蓮花在北京、上海及中國其他省份(廣東省和湖南省除外)的業務，包括36家門店，經營面積31萬平方米，作價約23.45億元。卜蜂蓮花認購物美商業的2.06億股H股，相當於物美商業已發行股本總額的約13.77%，代價為28.92億港元。物美商業收購BVI實體的全部權益，代價為23.44億港元。完成交易後，雙方僅發生股權變動，卜蜂蓮花36家門店將被劃入物美商業旗下。即物美商業用13.77%股權換得卜蜂蓮花36家店和9.99%的股權。
2013年12月15日物美與卜蜂蓮花的業務整合交易告吹。雙方宣布，未能在規定期限前簽訂最終文件，交易終止，
2014年12月22日翠豐集團(kingfisher)宣布，已同意將旗下百安居中國(b&q china)業務的控股股權(70%)以1.4億英鎊(約合13.6億人民幣)出售給北京物美投資集團有限公司
2015年10月，物美商業大股東物美控股提出私有化，收購所有H股及內資股，其中私有化H股為每股作價6.22港元。
2016年7月物美香港以5.82億人民幣向翠豐集團(kingfisher)收購旗下百安居中國30%股份，完成將全資持有百安居中國。同年，物美集团持有的超市发25.03%股份被海淀区国资委回购。
2018年4月26日，乐天将向物美出售北京的21家乐天玛特门店，售出乐天玛特中国87.38%股份，剩余股份仍由乐天持有。出售价格为14.2亿元人民币（或2485亿韩元）。
2019年6月23日物美商業和步步高商業連鎖分别以70.75億元和15.72億元人民幣現金入股重慶百貨控股股東重慶商社45%和10%股份。
2019年10月11日物美商業多點Dmall和麥德龍宣佈將成立合資公司麥德龍中國，物美將持股70%，麥德龍持股20%，麥德龍預計將獲得超過10億歐元的凈收入。

2021年1月牛奶國際和物美商業旗下多點Dmall成立各佔50%股份的合資公司retail technology asia合作開發「Market Place by Jasons」及「Cart」兩個購物平台應用程式，將多點的商業SaaS（軟件即服務）系統接入本地超市

## 旗下品牌

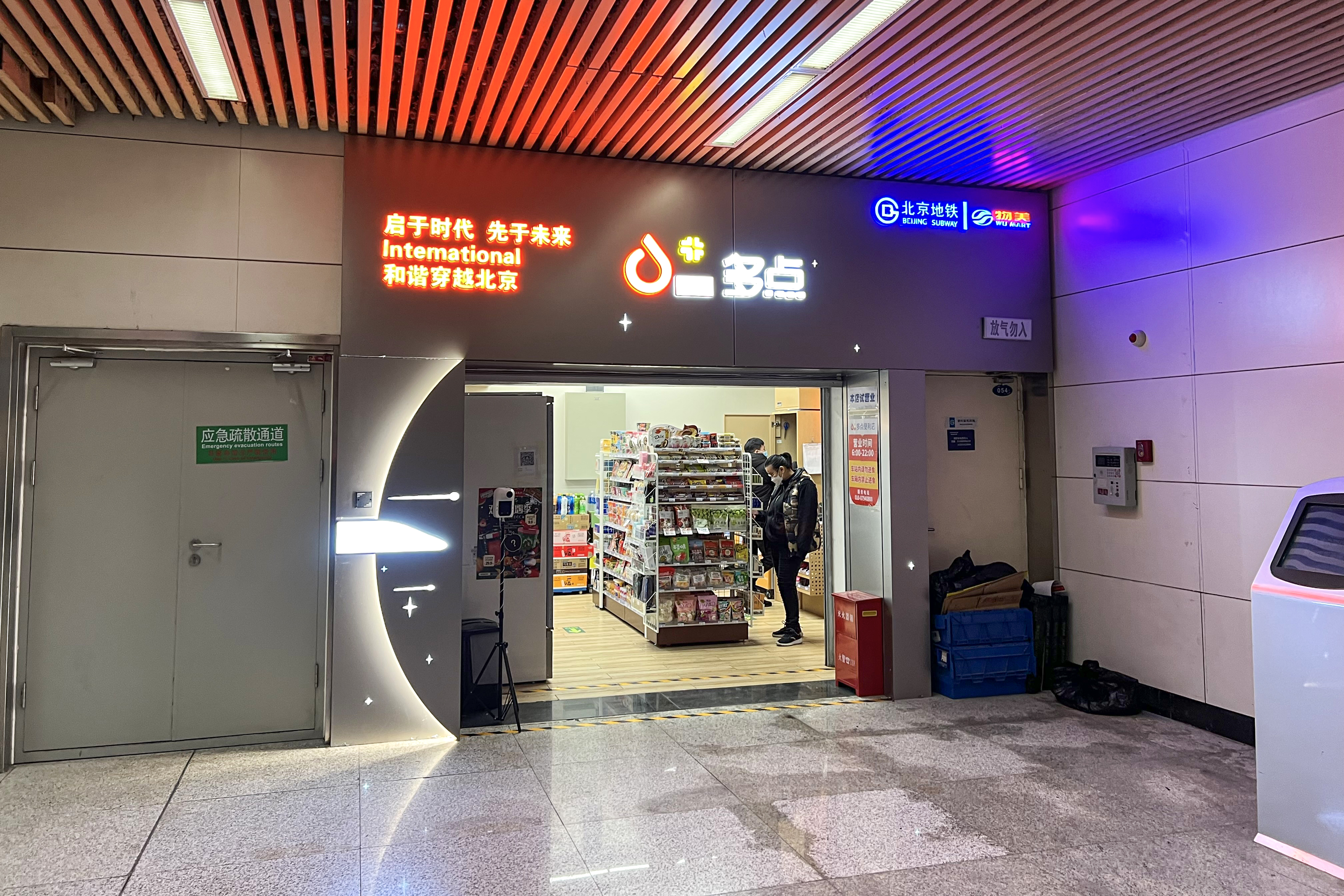
多点便利店为物美旗下北京邻鲜连锁便利店有限公司在北京市场经营的便利店品牌，图为北京地铁10号线十里河站内的多点便利店

- 物美
- 美廉美
- 品超市
- 奥士凯物美
- 崇文门菜市场
- 物美便利店
- 多点便利店
- 新华百货
- 浙江供销
- 百安居
- 圣熙八号
- 京北大世界
- 麦德龙及麦德龙PLUS会员店

## 醜聞事件
- 無條件退貨爭議：2009年起物美打出七天內無條件退貨規定，以應對網路購物提供退貨的大型崛起競爭，[8]然而有不少消費者表示在實務上真的要退貨時物美採取程序刁難，先推說物美商品是無數供應商專櫃構成，要顧客在廣大賣場內「當跑腿」，自己去找到每個專櫃主管要他承認你東西完好，且來辦公處蓋章同意退，物美才蓋章，而拿著東西進出跑腿期間要被保安一次次搜身，因為保安無法分辨你和一般顧客的區別，透過略帶羞辱的麻煩程序讓退貨者卻步。[9]

- 招商競標制爭議：2013年物美宣布通过竞标方式招商，每一品項被分為大牌的重點品牌和小品牌，重點品牌有和物美平起平坐權力採秘密商議方式決定上架費，而小品牌被通知家數要刪減五分之一，誰去誰留靠拿錢競標決定，[10]中小廠商大舉嘩然，認為所谓重新招标，不过是再一次压榨供应商的借口，且促進市場大者恆大小者恆小最後被消滅的效應，其實對社會不利，本質是吃定小廠商錢少通路少需要有求於物美的地位來更榨出一筆錢，而大廠牌反而是物美有求於他們怕他們離開下架，所以反而拿到每單位平均更低上架費。廠商稱物美內部還訂有各種違規罰款規定，而這些規定執行完全有隨意性且針對弱勢小品牌商，目前每月罰款達4千萬進帳，還超過物美抽成或自營商品銷售利潤的3千多萬，非常畸形。

- 假優惠詐欺：2018年10月央視記者以潛入偷拍方式調查，發現十一黃金假期期間物美推出購物打折優惠，但實際是一種詐欺操作，例如滿20減3元優惠在貨架上有宣傳廣告，但實際結帳掃碼時並不會減，其吃定多數顧客買東西品項多又不會細算購物發票上的價錢，要是有極少量人發現申訴時就以收銀機軟體故障的理由來退貨處理。[11]偷拍中也有收銀員私下議論整半個月優惠期間早就發現很多優惠在結帳收銀時並不存在，但自己一小員工不敢多說。

## 外部連結
- 物美商業公司網站 （页面存档备份，存于）